# Rio De La Hagher
O Rio De La Hagher é um rio da Romênia, afluente do Jiul de Vest, localizado no distrito de Hunedoara.